# Sideroxylon
Sideroxylon és un gènere de plantes angiospermes de la família de les sapotàcies.

## Taxonomia
Dins d'aquest gènere es reconeixen les següents espècies:
- Sideroxylon acunae (Borhidi) T.D.Penn.
- Sideroxylon alachuense L.C.Anderson
- Sideroxylon altamiranoi (Rose & Standl.) T.D.Penn.
- Sideroxylon americanum (Mill.) T.D.Penn.
- Sideroxylon anomalum (Urb.) T.D.Penn.
- Sideroxylon beguei Capuron ex Aubrév.
- Sideroxylon bequaertii De Wild.
- Sideroxylon betsimisarakum Lecomte
- Sideroxylon borbonicum A.DC.
- Sideroxylon boutonianum A.DC.
- Sideroxylon bullatum (R.A.Howard & Proctor) T.D.Penn.
- Sideroxylon canariense Leyens, Lobin & A.Santos
- Sideroxylon cantoniense Lour.
- Sideroxylon capiri (A.DC.) Pittier
- Sideroxylon capuronii Aubrév.
- Sideroxylon cartilagineum (Cronquist) T.D.Penn.
- Sideroxylon celastrinum (Kunth) T.D.Penn.
- Sideroxylon cinereum Lam.
- Sideroxylon contrerasii (Lundell) T.D.Penn.
- Sideroxylon cubense (Griseb.) T.D.Penn.
- Sideroxylon dominicanum (Whetstone & T.A.Atk.) T.D.Penn.
- Sideroxylon durifolium (Standl.) T.D.Penn.
- Sideroxylon ekmanianum (Urb.) Bisse, J.E.Gut. & Iglesias
- Sideroxylon eriocarpum (Greenm. & Conz.) T.D.Penn.
- Sideroxylon eucoriaceum (Lundell) T.D.Penn.
- Sideroxylon eucuneifolium (Lundell) T.D.Penn.
- Sideroxylon excavatum T.D.Penn.
- Sideroxylon fimbriatum Balf.f.
- Sideroxylon floribundum Griseb.
- Sideroxylon foetidissimum Jacq. - màstic[2]
- Sideroxylon galeatum (A.W.Hill) Baehni
- Sideroxylon gerrardianum (Hook.f.) Aubrév.
- Sideroxylon grandiflorum A.DC.
- Sideroxylon hirtiantherum T.D.Penn.
- Sideroxylon horridum (Griseb.) T.D.Penn.
- Sideroxylon ibarrae (Lundell) T.D.Penn.
- Sideroxylon inerme L.
- Sideroxylon jubilla (Ekman ex Urb.) T.D.Penn.
- Sideroxylon lanuginosum Michx.
- Sideroxylon leucophyllum S.Watson
- Sideroxylon lycioides L.
- Sideroxylon macrocarpum (Nutt.) J.R.Allison
- Sideroxylon majus (C.F.Gaertn.) Baehni
- Sideroxylon marginatum (Decne. ex Webb) Cout.
- Sideroxylon mascatense (A.DC.) T.D.Penn.
- Sideroxylon mirmulano R.Br.
- Sideroxylon moaense (Bisse & J.E.Gut.) J.E.Gut.
- Sideroxylon montanum (Sw.) T.D.Penn.
- Sideroxylon nadeaudii (Drake) Smedmark & Anderb.
- Sideroxylon nervosum Wall. ex G.Don
- Sideroxylon obovatum Lam.
- Sideroxylon obtusifolium (Roem. & Schult.) T.D.Penn.
- Sideroxylon occidentale (Hemsl.) T.D.Penn.
- Sideroxylon octosepalum (Urb.) T.D.Penn.
- Sideroxylon palmeri (Rose) T.D.Penn.
- Sideroxylon peninsulare (Brandegee) T.D.Penn.
- Sideroxylon persimile (Hemsl.) T.D.Penn.
- Sideroxylon picardae (Urb.) T.D.Penn.
- Sideroxylon polynesicum (Hillebr.) Smedmark & Anderb.
- Sideroxylon portoricense Urb.
- Sideroxylon puberulum A.DC.
- Sideroxylon reclinatum Michx.
- Sideroxylon repens (Urb. & Ekman) T.D.Penn.
- Sideroxylon retinerve T.D.Penn.
- Sideroxylon rotundifolium (Sw.) T.D.Penn.
- Sideroxylon rubiginosum T.D.Penn.
- Sideroxylon rufohirtum Herring & Judd
- Sideroxylon salicifolium (L.) Lam.
- Sideroxylon saxorum Lecomte
- Sideroxylon sessiliflorum (Poir.) Capuron ex Aubrév.
- Sideroxylon socorrense (Brandegee) T.D.Penn.
- Sideroxylon spinosum L. - argània[3]
- Sideroxylon st-johnianum (H.J.Lam & B.Meeuse) Smedmark & Anderb.
- Sideroxylon stenospermum (Standl.) T.D.Penn.
- Sideroxylon stevensonii (Standl.) Standl. & Steyerm.
- Sideroxylon tambolokoko Aubrév.
- Sideroxylon tenax L.
- Sideroxylon tepicense (Standl.) T.D.Penn.
- Sideroxylon thornei (Cronquist) T.D.Penn.
- Sideroxylon verruculosum (Cronquist) T.D.Penn.
- Sideroxylon wightianum Hook. & Arn.

### Sinònims
Els següents noms de gèneres són sinònims de Sideroxylon:
- Apterygia Baehni
- Argan Dryand.
- Argania Roem. & Schult.
- Bumelia Sw.
- Calvaria Comm. ex C.F.Gaertn.
- Cryptogyne Hook.f.
- Decateles Raf.
- Dipholis A.DC.
- Edgeworthia Falc.
- Lyciodes Kuntze
- Mastichodendron (Engl.) H.J.Lam
- Monotheca A.DC.
- Nesoluma Baill.
- Reptonia A.DC.
- Robertia Scop.
- Robertsia Endl.
- Rostellaria C.F.Gaertn.
- Sclerocladus Raf.
- Sinosideroxylon (Engl.) Aubrév.
- Spondogona Raf.
- Tatina Raf.
- Verlangia Neck. ex Raf.